# Vålse
Vålse is een plaats in de Deense regio Seeland, gemeente Guldborgsund. De plaats telt 231 inwoners (2008).